# House of 1000 Corpses (utwór)
„House of 1000 Corpses” – finałowy utwór z drugiego solowego albumu Roba Zombie zatytułowanego The Sinister Urge. Piosenka znalazła się także na albumie typu „greatest hits” muzyka pt. The Best of Rob Zombie oraz została wykorzystana w filmie Roba Dom tysiąca trupów (2003). Znaleźć można ją także na stronie „B” singla „Demon Speeding”.